# 大隅曽於地区消防組合
大隅曽於地区消防組合（おおすみそおちくしょうぼうくみあい）は、鹿児島県曽於市、志布志市及び曽於郡大崎町によって組織される一部事務組合（消防組合）である。

## 概要
- 消防本部：鹿児島県曽於市大隅町岩川5950番地
- 管内面積：781.22km2
- 職員数：120名
- 消防署2カ所、分署2カ所、救急分駐所1カ所
- 主力機械（2015年4月1日現在）
  - 水槽付消防ポンプ車：
  - 小型動力ポンプ積載車：1
  - 梯子付消防車：1
  - 救助工作車：2
  - 指揮車：3
  - 資機材搬送車：1
  - 人員搬送車：1
  - 救急自動車：9
  - その他：3

## 沿革
- 1977年
  - 4月1日　曽於郡末吉町・財部町・大隅町・松山町・志布志町・有明町・大崎町・輝北町の8町により大隅曽於地区消防組合が発足する。消防本部・北部消防署を大隅町の仮庁舎にて開設する。
  - 4月20日　南部消防署を有明町の仮庁舎にて開設する。
- 1978年
  - 3月18日　消防本部・北部消防署及び南部消防署が新庁舎に移転する。
  - 4月1日　財部分署及び輝北分署を仮庁舎にて開設する。
  - 12月5日　財部分署及び輝北分署の新庁舎が完成する。
- 2005年7月1日　末吉町・財部町・大隅町が合併し曽於市が発足したことに伴い、組合の構成自治体が1市5町となる。
- 2006年1月1日　松山町・志布志町・有明町が合併し志布志市が発足し、輝北町が鹿屋市と合併したことに伴い、組合の構成自治体が2市1町となる。鹿屋市の旧輝北町域の消防事務は継続して行う。
- 2008年4月1日　輝北分署が大隅肝属地区消防組合に移管され、鹿屋市の旧輝北町域が管轄から外れる。
- 2009年4月14日　末吉救急分駐隊の試行運用を開始する。
- 2008年4月1日　末吉救急分駐所及び大崎救急分駐所を開設する。
- 2012年
  - 4月2日　北部消防署庁舎を新築移転するとともに、名称を曽於消防署に変更し開署式を行う。
  - 4月24日　南部消防署庁舎を新築移転するとともに、名称を志布志消防署に変更し開署式を行う。
- 2014年3月28日　新たな消防本部庁舎・通信指令施設の運用を開始する。
- 2017年2月　大崎救急分駐所にポンプ車を配備し大崎分署として運用を開始する。

## 組織
- 消防本部 - 総務課、警防課、予防課
- 消防署

## 消防署
| 消防署       | 住所                           | 分署                            | 救急分駐所                        |
| ------------ | ------------------------------ | ------------------------------- | --------------------------------- |
| 曽於消防署   | 曽於市大隅町岩川5950番地       | 財部：曽於市財部町南俣529番地1  | 末吉：曽於市末吉町二之方1851番地2 |
| 志布志消防署 | 志布志市志布志町志布志428番地2 | 大崎：曽於郡大崎町井俣2442番地4 | なし                              |